# Donovan Scott
Donovan Scott (Chico, California, 29 de septiembre de 1947) es un actor estadounidense, mejor conocido por haber interpretado el papel del cadete Leslie Barbara en la película de 1984 Police Academy.

## Biografía
Scott estudió durante dos años y medio en el prestigioso Conservatorio Estadounidense de Teatro de San Francisco.
Realizó giras como actor y director artístico de una compañía teatral.
En 1977, Scott se mudó a Los Ángeles para empezar a trabajar tanto en cine como en televisión.
En 1979, hizo su debut cinematográfico en la película 1941 de Steven Spielberg.
Scott también apareció en el video musical del éxito de Olivia Newton-John de 1981, "Physical", y coprotagonizó la serie de televisión de ABC de 1986 de Lucille Ball, Life with Lucy.
De 1993 a 1994, Scott permaneció en Rusia y Ucrania (Crimea), donde participó en la película The Children of Captain Grant como director, guionista y actor.
En 2016, Scott le dijo a San Diego Gay and Lesbian News que estaba trabajando en el ACME Comedy Theatre en Los Ángeles, así como también en un "guión de Santa Claus" para televisión.

## Filmografía
| Año       | Título                                                       | Papel                                                   | Notas                                                        |
| --------- | ------------------------------------------------------------ | ------------------------------------------------------- | ------------------------------------------------------------ |
| 1979      | Presenting Susan Anton                                       | Recurrente                                              | Serie de televisión                                          |
| 1979      | Laverne & Shirley                                            | Rollo                                                   | 1 episodio                                                   |
| 1979      | 1941                                                         | Marireno                                                |                                                              |
| 1980      | The Great Cash Giveaway Getaway                              | Ministro                                                | Película de televisión                                       |
| 1980      | Popeye                                                       | Topete Oyl                                              |                                                              |
| 1981      | The Incredible Shrinking Woman                               | Vecino                                                  |                                                              |
| 1981      | Zorro, The Gay Blade                                         | Paco                                                    |                                                              |
| 1982      | Olivia Newton-John: Let's Get Physical                       | Chico siendo enpolvado por Olivia                       | Película de televisión                                       |
| 1982      | Savannah Smiles                                              | Boots "Bootsie" McGaffee                                |                                                              |
| 1982      | Scared Silly                                                 | Skip Midler                                             | Película de televisión                                       |
| 1982-1985 | Faerie Tale Theatre                                          | Invitado/Herman Todd/Cubby Bear/Hendrix/El chef francés | 4 episodios                                                  |
| 1983      | The Lost Satellite                                           | Varios                                                  | Serie de televisión                                          |
| 1984      | Police Academy                                               | Cadete Leslie Barbara                                   |                                                              |
| 1984      | Slapstick Studio                                             | Él mismo                                                | Serie de televisión                                          |
| 1984      | Sheena                                                       | Fletcher "Fletch" Agronsky                              |                                                              |
| 1985-1986 | Tall Tales & Legends                                         | Hombre en la Luna/Joe                                   | 2 episodios                                                  |
| 1986      | Trapper John M.D.                                            | Marty Calwood                                           | 1 episodio                                                   |
| 1986      | The Best of Times                                            | Eddie                                                   |                                                              |
| 1986      | Remington Steele                                             | Vincent Dowd                                            | 1 episodio                                                   |
| 1986      | Psycho III                                                   | Kyle                                                    |                                                              |
| 1986      | Life with Lucy                                               | Leonard Stoner                                          | 13 episodios                                                 |
| 1988      | Splash, Too                                                  | Freddie Bauer                                           | Película de televisión, parte de The Magical World of Disney |
| 1988      | Wizard of Speed and Time                                     | Prisionero                                              |                                                              |
| 1988      | Great Performances                                           | Guía turístico                                          | 1 episodio                                                   |
| 1989      | Meet the Hollowheads                                         | Policía #2                                              |                                                              |
| 1989      | Knots Landing                                                | Dueño                                                   | 1 episodio                                                   |
| 1990      | Freddy's Nightmares                                          | Jake Hopchick                                           | 1 episodio                                                   |
| 1990      | Back to the Future Part III                                  | Diputado de Strickland                                  |                                                              |
| 1991      | Crazies                                                      | Ladrón con una rana                                     |                                                              |
| 1993      | The Alaska Kid                                               | Shorty/Blackbeard                                       | 13 episodios                                                 |
| 1996      | Homeboys in Outer Space                                      | Petery Barnum                                           | 1 episodio                                                   |
| 1996      | The Children of Captain Grant                                | Willie                                                  |                                                              |
| 1997      | Babylon 5                                                    | Capitán Jack                                            | 1 episodio                                                   |
| 1997      | You're Invited to Mary-Kate & Ashley's Christmas Party       | Santa Claus                                             |                                                              |
| 1998      | Family Attraction                                            | Bob                                                     | Short film                                                   |
| 1999      | Blast from the Past                                          | Ron                                                     |                                                              |
| 1999      | Martial Law                                                  | George Calvin                                           | 1 episodio                                                   |
| 2000      | Frasier                                                      | Santa                                                   | 1 episodio                                                   |
| 2001      | Providence                                                   | Él mismo                                                | 1 episodio                                                   |
| 2002      | Fish Don't Blink                                             | Leonard                                                 |                                                              |
| 2003      | Uh-Oh!                                                       | Captain Squid                                           |                                                              |
| 2004      | Police Academy – Behind Academy Doors: Secret Files Revealed | Él mismo                                                |                                                              |
| 2005      | Boston Legal                                                 | Juez Christopher Serra                                  | 1 episodio                                                   |
| 2005      | I Love the '80s 3-D                                          | Él mismo                                                | 1 episodio                                                   |
| 2006      | The Enigma with a Stigma                                     | Robert Riley                                            |                                                              |
| 2006      | I Love the '70s: Volume 2                                    | Él mismo                                                | 1 episode                                                    |
| 2007      | I Know Who Killed Me                                         | Sheriff Leon Cardero                                    |                                                              |
| 2007      | Bones                                                        | Santa Larry                                             | 1 episodio                                                   |
| 2008      | My Name Is Earl                                              | Terapeuta                                               | 1 episodio                                                   |
| 2009      | It's Always Sunny in Philadelphia                            | Santa Claus en Centro Comercial                         | 1 episodio                                                   |
| 2009      | The Middle                                                   | Santa Claus                                             | 2 episodios                                                  |
| 2009      | The Three Gifts                                              | Santa Claus                                             | Película de televisión                                       |
| 2010      | Backlight                                                    | Granjero                                                |                                                              |
| 2010      | Zeke and Luther                                              | Santa                                                   | 1 episodio                                                   |
| 2010      | The Psycho Legacy                                            | Él mismo                                                |                                                              |
| 2011      | Eagleheart                                                   | Cyrus Barnaby                                           | 1 episodio                                                   |
| 2011      | 3 Holiday Tails                                              | Michael                                                 | Película de televisión                                       |
| 2012      | Matchmaker Santa                                             | Chris                                                   | Película de televisión                                       |
| 2013      | Santa Switch                                                 | Santa                                                   | Película de televisión                                       |
| 2013      | Baby Daddy                                                   | Santa Claus                                             | 1 episodio                                                   |
| 2014      | Klaus                                                        | Santa                                                   | 1 episodio                                                   |
| 2014-2015 | Panske & McShane                                             | Santa                                                   | 2 episodes                                                   |
| 2015      | Death to Cupid                                               | Santa Claus                                             | Cortometraje                                                 |
| 2015      | Northpole: Open for Christmas                                | Santa                                                   | Película de televisión                                       |
| 2015      | Life in Pieces                                               | Santa                                                   | 1 episodio                                                   |
| 2016      | Superstore                                                   | Tom                                                     | 1 episodio                                                   |
| 2016      | Sleigh Bells Ring                                            | Mr. Winter                                              | Película de televisión                                       |
| 2016      | Days of Our Lives                                            | Santa                                                   | 1 episodio                                                   |
| 2017      | Somerville                                                   | Scotty                                                  | Serie de televisión                                          |
| TBA       | Y'All-R Family                                               | Virgil Boudreaux                                        | 1 episodio                                                   |
| TBA       | What an Institution: The Story of Police Academy             | Él mismo                                                | Posproducción                                                |